# Die Brücke

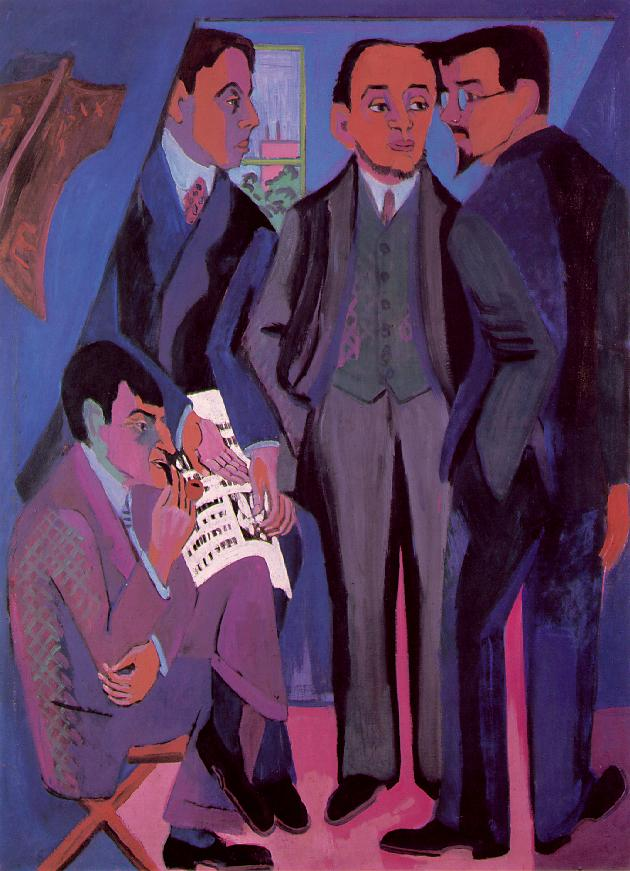
Ernst Ludwig Kirchner, I pittori della Brücke, 1925. Olio su tela, 125 x 167 cm. Da sinistra: Müller, Kirchner, Heckel e Schmidt-Rottluff.

Die Brücke (Il Ponte) è stato un gruppo di artisti dell'avanguardia tedesca formatosi a Dresda il 7 giugno 1905. I membri di questo gruppo consideravano le varie opere uno strumento con cui l'artista "mostra" i suoi sentimenti all'osservatore (da qui il nome del movimento: die brücke = il ponte).
Il gruppo fu all'origine di un più vasto e localmente diversificato movimento, denominato espressionismo tedesco e caratterizzato, a differenza delle analoghe proposizioni francesi, da atteggiamenti di decisa opposizione politica e sociale.

## Storia

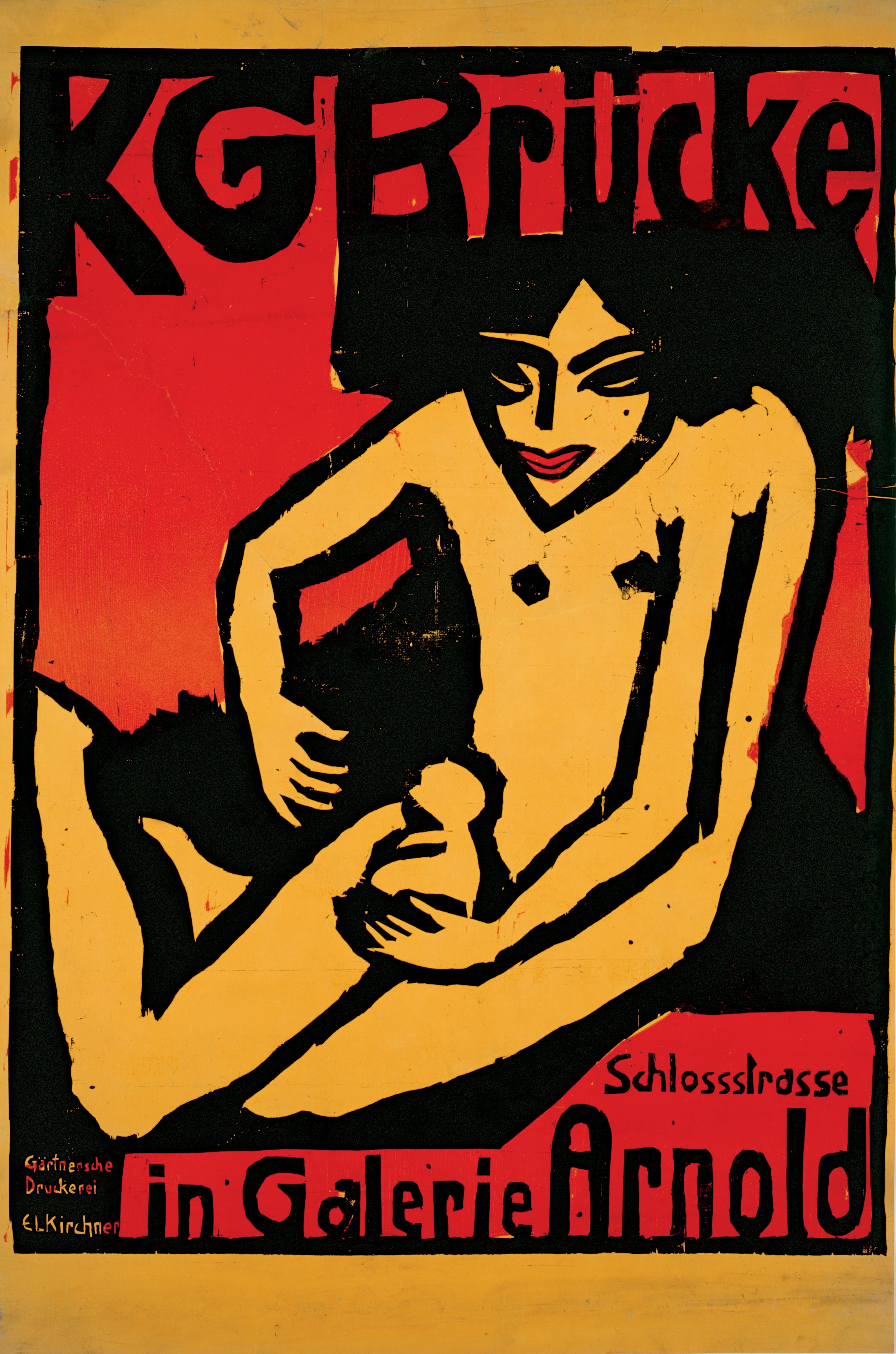
Ernst Ludwig Kirchner, Pannello pubblicitario per una mostra della Brücke alla Galleria Arnold di Dresda nel 1910.

Il nucleo iniziale era costituito da quattro studenti di architettura Jugendstil (ovvero Art Nouveau): Fritz Bleyl (1880-1966), Erich Heckel, Ernst Ludwig Kirchner e Karl Schmidt-Rottluff. Solo gli ultimi tre, terminati gli studi, si dedicarono completamente alla pittura. Emil Nolde e Max Pechstein entrarono a far parte del gruppo nel 1906, e Otto Mueller si unì ad esso nel 1910. La prima esposizione si tenne nel 1906 a Dresda, nella fabbrica di lampadari di Karl-Max Seifert, occasione in cui furono chiarite le premesse ideologiche del movimento nel manifesto Die Brücke, una xilografia di Kirchner che accompagnava la mostra.
I membri della Brücke si isolarono in un quartiere operaio di Dresda e svilupparono uno stile comune basato su colori accesi, tensione emozionale, immagini violente e una certa influenza del primitivismo. Nelle gallerie della città potevano vedere van Gogh e Edvard Munch, nei musei le sculture delle popolazioni dell'Oceania; al tempo stesso il desiderio di un ritorno alla purezza originaria li portava al recupero della tradizione tedesca cinquecentesca.
Munch, approdato a Parigi tra l'89 e il 92, si avvicina «a Pissarro che degli Impressionisti è il più metodico» per poi trovare corrispondenze in «Gauguin con le sue immagini favoleggiate e poi Van Gogh con la sua irruenza passionale», seguendo gli esempi dei postimpressionisti e «sfuggendo la limpida intelligenza di Cézanne e di Seurat». In questo contesto il gruppo della Brücke, «sorto verso il 1905, a Dresda, ha molti debiti verso Munch».
Il gruppo si sciolse nel 1913 a causa delle divergenze artistiche sorte tra i componenti e soprattutto in seguito al trasferimento di Kirchner a Berlino nel 1911. I singoli membri avevano ormai maturato espressività proprie che mal tolleravano le limitazioni dell'attività di gruppo.

## Poetica
Il loro nome si ispira ad un passaggio tratto da Così parlò Zarathustra di Friedrich Nietzsche in cui si parla del potenziale dell'umanità di rappresentare gradualmente un "ponte" verso un futuro perfetto (Übermensch - Oltreuomo), infatti i membri della Brücke puntarono a creare un ‘ponte’ tra la tradizionale pittura neoromantica tedesca e la nuova pittura espressionista moderna, a porsi come un ponte tra vecchio e nuovo, contrapponendo all'Ottocento realista e impressionista un Novecento espressionista e antinaturalista.
I soggetti erano omogenei; dopo essersi inizialmente concentrato esclusivamente su argomenti di natura urbana, il gruppo si avventurò in spedizioni nella Germania del Sud, organizzate da Mueller, e i temi si allargarono a nudi e immagini arcadiche. Altri temi frequenti erano gruppi di ballerini e scene da circo. Queste opere sono caratterizzate da una pittura veloce, colori violenti e linee di contorno particolarmente marcate, spigolosità di forme e colori.

## La xilografia
La xilografia fu una delle tecniche preferite del gruppo, insieme alla scultura in legno. Oltre che per le sue qualità espressive e per una valenza originaria intrinseca ad una tecnica ormai in disuso, la xilografia permetteva la produzione di stampe artistiche che potevano essere distribuite ad un pubblico più vasto, raggiungere e comunicare con altre energie in fermento, anche attraverso poster e materiale pubblicitario di altissima qualità.

## Opere

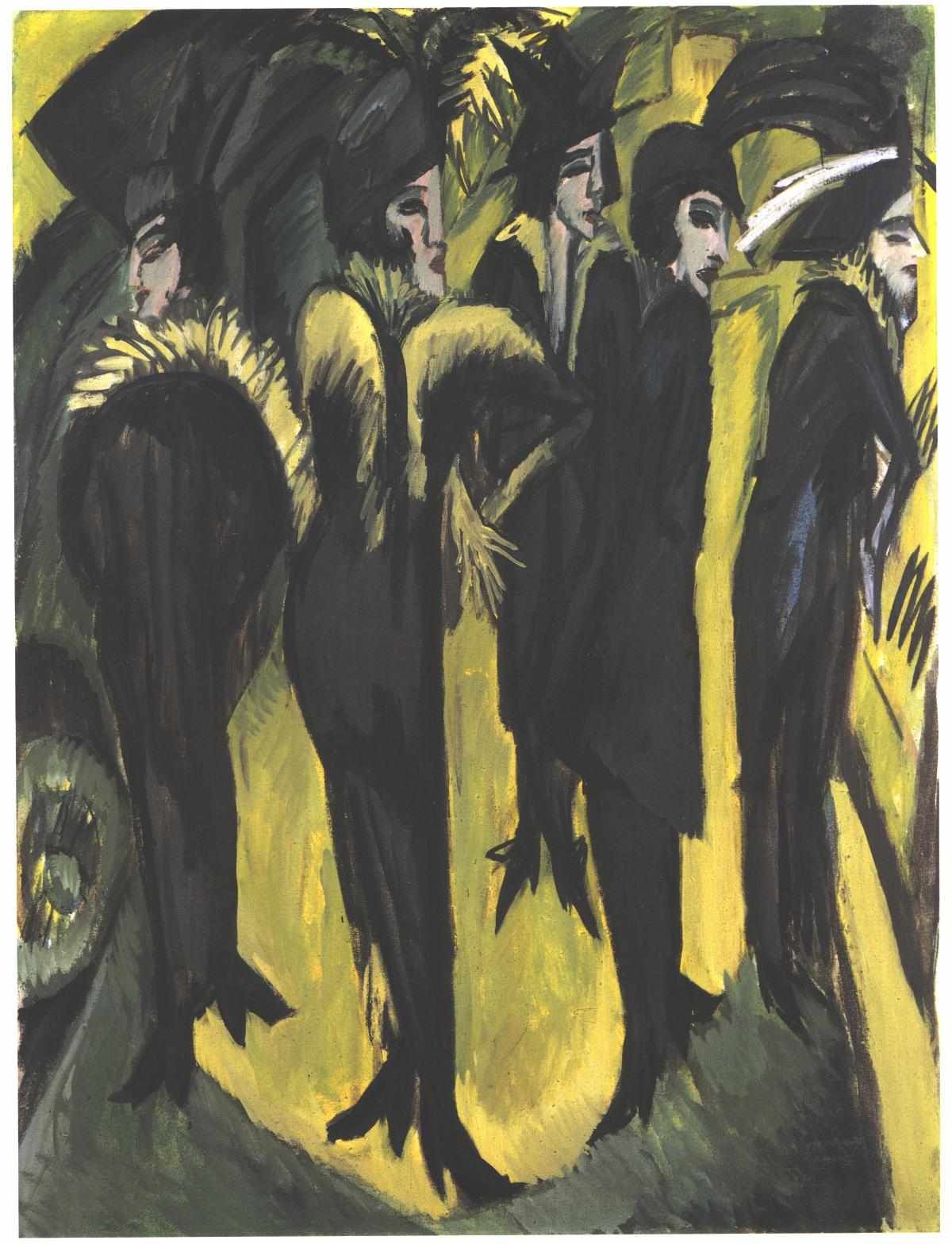
Ernst Ludwig Kirchner, Cinque donne per strada, 1913.

- Ernst Ludwig Kirchner, Cinque donne per strada, (1913).

Le cinque donne (forse prostitute) in attesa nelle vie squallide di Berlino sono rappresentate con pellicce e cappelli di piume, mentre i bagliori giallognoli si riscontrano nei loro lunghi abiti come lame di luce che fanno risaltare l'azzurro-verde dei loro abiti. I volti sono taglienti e inespressivi come molte delle figure di Kirchner, espressione dell'incapacità o impossibilità di comunicare.
I colori sono antinaturalistici, lontani dalla bellezza consolatrice borghese. È una denuncia al conformismo, le donne sono infatti tutte omologate tra loro, ma esprime anche la solitudine dell'uomo moderno.